# Xã Alpha, Quận Hand, South Dakota
Xã Alpha (tiếng Anh: Alpha Township) là một xã thuộc quận Hand, tiểu bang Nam Dakota, Hoa Kỳ. Năm 2010, dân số của xã này là 51 người.